# MNIST 데이터베이스

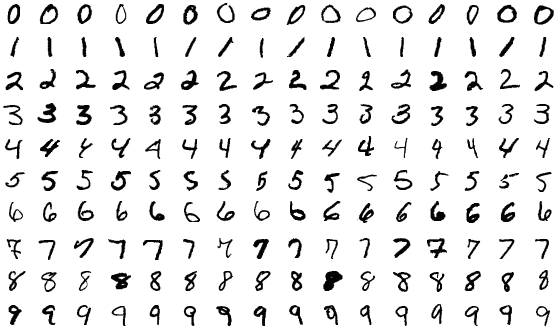
MNIST 테스트 데이터셋의 샘플 이미지.

MNIST 데이터베이스 (Modified National Institute of Standards and Technology database)는 손으로 쓴 숫자들로 이루어진 대형 데이터베이스이며, 다양한 화상 처리 시스템을 트레이닝하기 위해 일반적으로 사용된다. 이 데이터베이스는 또한 기계 학습 분야의 트레이닝 및 테스트에 널리 사용된다. NIST의 오리지널 데이터셋의 샘플을 재혼합하여 만들어졌다. 개발자들은 NIST의 트레이닝 데이터셋이 미국의 인구조사국 직원들로부터 취합한 이후로 테스팅 데이터셋이 미국의 중등학교 학생들로부터 취합되는 중에 기계 학습 실험에 딱 적합하지는 않은 것을 느꼈다. 게다가 NIST의 흑백 그림들은 28x28 픽셀의 바운딩 박스와 앤티엘리어싱 처리되어 그레이스케일 레벨이 들어가 있도록 평준화되었다.
MNIST 데이터베이스는 60,000개의 트레이닝 이미지와 10,000개의 테스트 이미지를 포함한다. 트레이닝 세트의 절반과 테스트 세트의 절반은 NIST의 트레이닝 데이터셋에서 취합하였으며, 그 밖의 트레이닝 세트의 절반과 테스트 세트의 절반은 NIST의 테스트 데이터셋으로부터 취합되었다.

## 같이 보기
- LabelMe

## 추가 문헌
- Ciresan, Dan; Meier, Ueli; Schmidhuber, Jurgen (June 2012). “Multi-column deep neural networks for image classification” (PDF). 《2012 en:IEEE Conference on Computer Vision and Pattern Recognition》 (New York, NY: 전기 전자 기술자 협회 (IEEE)): 3642–3649. arXiv:1202.2745v1. doi:10.1109/CVPR.2012.6248110. ISBN 9781467312264. OCLC 812295155. 2013년 12월 9일에 확인함.
- Romanuke, Vadim (2016). “Training data expansion and boosting of convolutional neural networks for reducing the MNIST dataset error rate” (PDF). 《Research Bulletin of NTUU “Kyiv Polytechnic Institute”》 6: 29–34. doi:10.20535/1810-0546.2016.6.84115. 2019년 2월 17일에 확인함.[깨진 링크(과거 내용 찾기)]